# جان مارتن لارسن
جان مارتن لارسن هو عالم رسم الخرائط نرويجي، ولد في 27 أكتوبر 1938 في النرويج.